# Der Mann, der sich verkauft
Der Mann, der sich verkauft ist ein deutscher Stummfilm von 1925 unter der Regie von Hans Steinhoff. Die Hauptrollen sind besetzt mit Olaf Fjord, Nora Gregor, Hans Mierendorff und Vivian Gibson.
Der Film beruht auf dem gleichnamigen Roman von Hans Schulze, der seinerzeit in der Berliner Morgenpost abgedruckt wurde.  

## Handlung
Die Schauspielerin Marion de L’Orme besucht an der Seite des Großindustriellen Jan Bracca die Rennbahn, wo die Menge in fiebernder Erwartung dem Hauptrennen mit dem Favoriten Maximum entgegensieht. Das kostbare Tier gehört Achim von Wehrstädt, der einst mit Marion liiert war. Für von Wehrstädt ist es eine Katastrophe, als sein Pferd das Rennen verliert, denn er hatte sein gesamtes Geld auf Sieg gesetzt. Als Achim mit Marion zusammentrifft, unterbreitet sie ihm einen seltsam anmutenden Vorschlag. Da sie statt Geliebter zur Abwechslung gern einmal Ehefrau wäre, Bracca jedoch verheiratet ist, soll Achim ihm einen Scheidungsgrund liefern, da Jans Frau Daisy freiwillig einer Trennung nicht zustimmen würde. Achim soll sie verführen, wofür er entsprechend entlohnt werde. In Anbetracht seiner finanziellen Situation lässt sich von Wehrstädt darauf ein. Als er Daisy kennenlernt, ist er gefesselt von ihrem Charme und ihrer liebevollen Art der Zuwendung. Auch wie sie mit ihrer Tochter umgeht, begeistert ihn. Aus seiner Verehrung für diese wirkliche Dame wird Liebe, die von Daisy erwidert wird. 
So bittet er Bracca, ihn aus dem Vertrag aussteigen zu lassen, obwohl er bereits eine Anzahlung von 100.000 Mark erhalten hat. Der Bankier verweigert jedoch seine Zustimmung und bietet ihm im Gegenteil sogar einen noch höheren Scheck an. In ohnmächtigem Zorn trennt man sich. Ziellos irrt von Wehrstädt danach durch die Stadt und landet in seiner ihm ausweglos erscheinenden Lage in einem Casino. Dort gewinnt er eine Summe, die genau der entspricht, die Bracca ihm mit seinem Scheck offeriert hatte. 
Als der Bankier am nächsten Morgen erschossen aufgefunden wird, verhaftet man von Wehrstädt als Hauptverdächtigen. Um Daisy nicht bloßzustellen schweigt Achim, obwohl er ein Alibi hat, durch das er seine Unschuld beweisen könnte. Zum Glück für ihn stellt Graf Harden, der in Daisys Freundin Eva verliebt ist, und sich sicher ist, dass Achim nichts mit der Sache zu tun hat, auf eigene Faust weitere Ermittlungen an. Der zuständige Polizeiinspektor dagegen sieht den Fall mit Achim als Täter bereits als gelöst an, was er aufgrund einer Indizienkette beweisen will.  Graf Harden findet und präsentiert jedoch den wahren Mörder. Achims Chauffeur, der von ihm nach seinem finanziellen Fiasko entlassen wurde, wollte seinem ehemaligen Chef einen Mord anhängen, der von ihm selbst aus ganz niedrigen Beweggründen begangen worden ist. 

## Produktionsnotizen
Die Dreharbeiten zum Film fanden in den Monaten Juni/Juli 1925 statt. Die Studio-Aufnahmen wurden in den Ateliers der Terra gedreht, die Außenaufnahmen entstanden auf der Galopprennbahn Hoppegarten in Berlin. Produktionsfirma war die Terra Film AG (Berlin), die auch den Erstverleih betrieb. Die Aufnahmeleitung hatte Hans Hofmann. Die Bauten wurden von Robert Neppach kreiert und überwacht. 
Der Film hatte ursprünglich eine Länge von 6 Akten zu 2.202 m (81 Minuten) und wurde in einer Prüfung am 21. September 1925, B.11321, mit einem „Jugendverbot“ belegt. Die rekonstruierte Fassung, erstellt durch das Bundesarchiv in Berlin, hat eine Länge von 1.865 m, Laufzeit 68 Minuten bei 24 Bildern pro Sekunde. Die rekonstruierte Fassung des Films wurde im Rahmen eines vom britischen Arts and Humanities Research Board unterstützten Forschungsprojekts erstellt, das sich mit den Arbeiten von Hans Steinhoff befasste. Die von der Stoll Film Company 1926 erstandene Fassung für den englischen Markt ist um etwa 400 Meter kürzer als die deutsche zensierte Fassung. Auch wenn die überlieferte Kopie, was insbesondere die Rennbahn-Sequenz betrifft, Abnutzungserscheinungen aufzeigt, ist sie offensichtlich gekürzt worden, um mehr Action vorzutäuschen. Auch sind die deutschen Untertitel in der englischen Version nicht vollständig übernommen worden. Weggefallen ist auch die Szene, die die Festnahme von Achim von Wehrstädt zeigt, sowie eine längere Einstellung, als er nach einer Auseinandersetzung mit Bracca durch die Straßen der Stadt läuft bis hin zu seinem Besuch im Casino. Es fehlen auch viele Szenen, die die Liebesbeziehung von Graf Harden und Eva dokumentieren.
Uraufgeführt wurde Der Mann, der sich verkauft am 23. Oktober 1925 im Ufa-Theater Friedrichstraße in Berlin. In Wien lief der Film erstmals am 5. Februar 1926 im Kärntner-Kino sowie zwei weiteren Kinos.

## Kritik
Horst Claus führt in seiner kritischen Rezeption im Filmblatt Nr. 5 des Bundesarchivs aus: „Das in Großbürger- und Adelskreisen spielende Melodram mit Kriminalhandlung ist ein Paradebeispiel für solide gemachte, populäre, finanziell erfolgreiche Unterhaltungsware deutscher Provenienz in den Zwanziger Jahren. Als solche wird der Film je nach Einstellung der einzelnen Rezensenten gegenüber dieser Form von Kino-Zerstreuung gewürdigt oder getadelt.“
Im Berliner Herold vom 8. November 1925 war seinerzeit zu lesen: „Neuerdings wurde 'Der Mann, der sich verkauft' dem Publikum, das den Roman liebgewann, auch im Filmbilde beschieden. Ja, und hierin hat er vielleicht noch an Wirksamkeit gewonnen. Die günstige Aufnahme im Zuschauerraum bewies erneut die geglückte Verfilmung. Kastner und Fjord, sowie die faszinierende Vivien Gibson leisten mimisch Vollkommenes.“ Der Kritiker des Fachblatts Der Film vom 25. Oktober 1925  schloss sich dieser Meinung an: „Ein ausgezeichnetes Ensemble unter der straffen  und sorgfältigen Regie Hans Steinhoffs ist am Werke, um dem Film, der allen Trivialitäten der Filme dieses Genres ausweicht, zu einem großen Erfolge zu verhelfen.“ Auch Der Kinematograph vom 1. November 1925 stieß in dieses Horn: „Diesen dankbaren Stoff hat Hans Steinhoff in eine spannende und immer interessierende Bildhandlung umgesetzt und dem ganzen viele hübsche Einfälle und vor allem Tempo gegeben, so daß in der ganzen Szenenführung kein toter Punkt war.“
Es gab jedoch auch abqualifizierende Kritiken: So war im Berliner Börsen-Courier vom 25. Oktober 1925 zu lesen, dass Steinhoff nicht in den Stoff eindringe und die „starren Bilder“ nicht zu filmischen Szenen entfaltet worden seien. Die Leistungen der Schauspieler Olaf Fjord, Hans Mierendorff und Bruno Kastner wurden mit dem Begriff umschrieben steifes Spiel.  Das Berliner Tageblatt war der Meinung, statt eines Filmdramas sei nur ein „kriminalistisches Rätsel“ gedreht worden. Der Film-Kurier vom 24. Oktober 1925 zeigte sich hin- und hergerissen und befand: „Steinhoffs Werk zeigt die Arbeit des erfahrenen Routiniers, der sichtlich bestrebt ist, den Film durch geschickte Regieeinfälle über den Durchschnitt zu heben. Das ist im großen und ganzen gelungen, wenn auch einiges schleppend und schablonenmäßig wirkt.“ Vorwärts, die Parteizeitung der SPD vom 25. Oktober 1925, stellte auf die „sorgfältige Photographie“ des Kameramanns Alfred Hansen ab und schrieb: „In der Spieltischszene, wo er auf einer erleuchteten Platte nur die Hände sichtbar werden läßt, und in den Szenen, wo er durch den Zeitungsinhalt bildlich die Mordtat veranschaulicht, tritt er sogar mit neuen Ideen hervor.“
Bescheinigt wurde der Terra Film eine geschickte Marketing-Strategie, die zum Erfolg des Films beigetragen habe. Die Lichtbild-Bühne berichtete über die Premiere in Frankfurt am Main, wo der Film parallel zum Abdruck des Romans im Frankfurter General-Anzeiger uraufgeführt worden war:  „Die Hunderte von Menschen, die am Premierentage an der Kasse umkehren mußten, bewiesen, daß der Film zur richtigen Zeit eingesetzt war. Über den Film selbst ist lobend zu sagen, daß man, wenn man den Roman gelesen hat, von ihm nicht enttäuscht ist.“